# Prunella modularis
La passera scopaiola (Prunella modularis Linnaeus, 1758) è un uccello della famiglia Prunellidae.

## Biologia

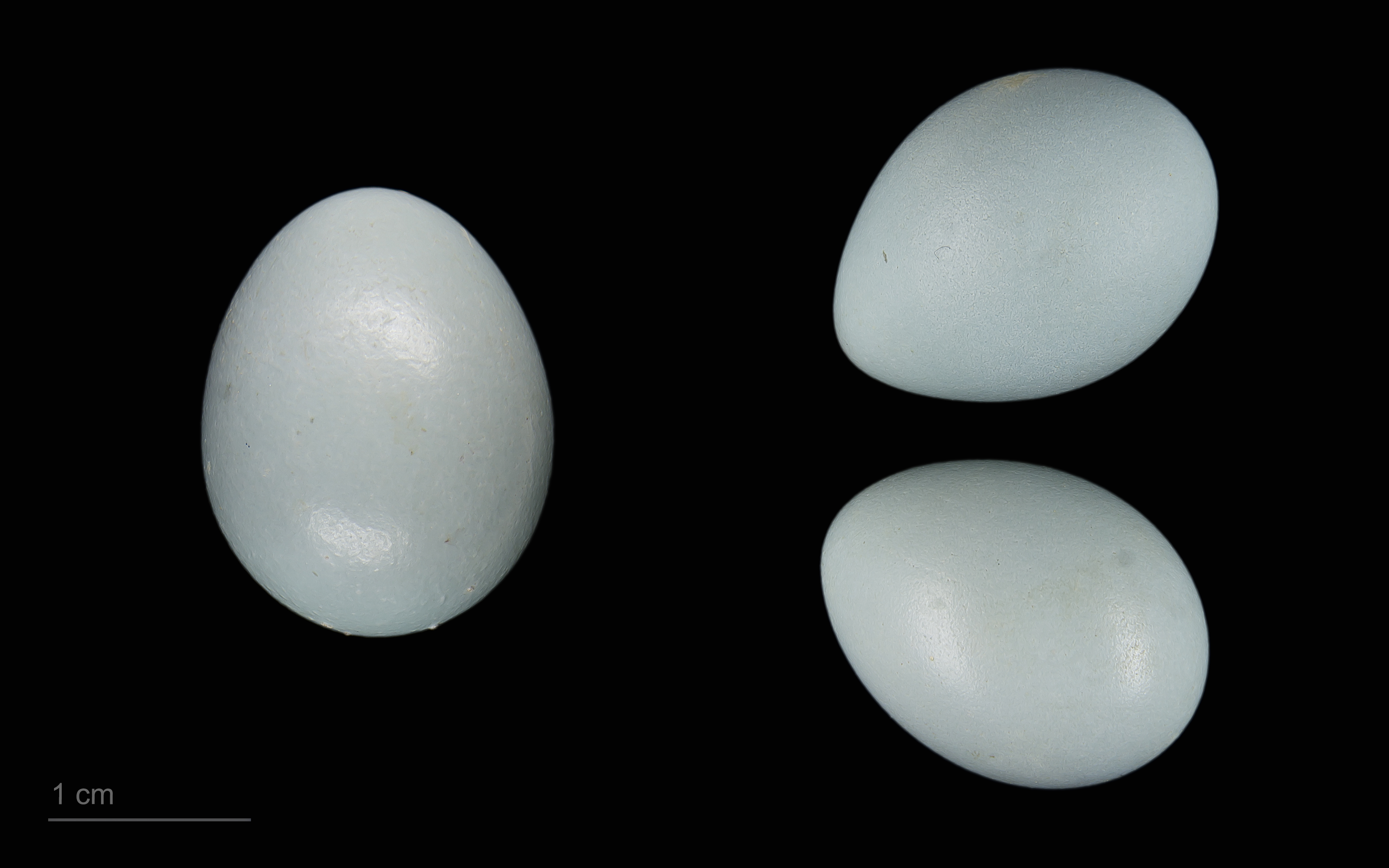
Cuculus canorus canorus + Prunella modularis

La passera scopaiola presenta aspetti particolari nel comportamento riproduttivo che interessano la complessa struttura dei nuclei che gravitano attorno al nido.
Le femmine spesso si accoppiano con più maschi. Particolare importante del comportamento è quello che effettua il maschio che, prima dell'accoppiamento, colpisce in maniera delicata e ripetuta, con il proprio becco, la zona esterna dell'organo sessuale femminile. Ciò fa sì che, se la femmina si è da poco accoppiata con un altro maschio, essa estrometta il seme appena ricevuto cosicché l'attore ultimo possa sostituirvi il suo. Questo comportamento è stato studiato scientificamente presso l'orto botanico di Cambridge nei primi anni ottanta del XX secolo dal ricercatore inglese Nick Davies utilizzando la tecnica dell'impronta genetica, all'epoca nuovissima e messa a punto da Alec Jeffreys, che tramite l'analisi delle molecole di DNA permise di determinare il padre di ogni figlio.

## Sistematica
Ne sono conosciute otto sottospecie:
- P. m. hebridium Meinertzhagen, 1934
- P. m. occidentalis (Hartert, 1910)
- P. m. modularis (Linnaeus, 1758)
- P. m. mabbotti Harper, 1919
- P. m. meinertzhageni Harrison, JM & Pateff, 1937
- P. m. fuscata Mauersberger, 1971
- P. m. euxina Watson, 1961
- P. m. obscura (Hablizl, 1783)

## Nella cultura di massa
- Il personaggio di Silvietta nella striscia a fumetti Lupo Alberto di Silver appartiene a questa specie.